# Periskopspindel
Periskopspindel (Walckenaeria acuminata) är en spindelart som beskrevs av John Blackwall 1833. Periskopspindel ingår i släktet Walckenaeria och familjen täckvävarspindlar. Enligt den finländska rödlistan är arten nära hotad i Finland. Arten är reproducerande i Sverige. Artens livsmiljö är friska gräsmarker. Inga underarter finns listade i Catalogue of Life.